# Trofeo de la Primera División de Uruguay
El Trofeo de la Primera División de Uruguay, conocido como la Copa Uruguaya, es un trofeo que se entrega a los ganadores de la Primera División, llamado Campeonato Uruguayo Copa Coca-Cola.
Además del trofeo proporcionado por la Asociación Uruguaya de Fútbol, hay una segunda copa que se entrega, a través del principal patrocinador del evento, Coca-Cola.

## Historia
El club que obtenga el Campeonato Uruguayo recibirá por parte de la Asociación Uruguaya de Fútbol el Trofeo de la Primera División de Uruguay, llamado Aníbal Z. Falco. A su vez, desde el campeonato 2016, quien obtenga el título portará la "Insignia del Campeón Uruguayo", que consiste en un logo conmemorativo en color plateado. Se utiliza en el frente de la camiseta, en la zona baja del pecho.
En el interior de la insignia se visualiza una imagen de la “Copa Aníbal Z. Falco”, máximo trofeo que entrega la AUF para premiar al Campeón Uruguayo, el que lo custodiará hasta el final del siguiente Campeonato. Dentro del escudo se lee “Campeón Uruguayo” y la sigla de la AUF.

### El primer trofeo
En 1900, los cuatro equipos que fundaron la “League” (Albion, C.U.R.C.C., Uruguay Athletic y Deutscher), reglamentaron la disputa del campeonato Uruguayo. Quedó reglamentado que el trofeo para el campeón, sería entregado para su custodia por un año, siendo disputado nuevamente al año siguiente. El estatuto establecía que quien lograra coronarse tres veces consecutivas como Campeón Uruguayo, se quedaría con el trofeo en propiedad.
La primera copa, denominada Challenge Cup (Copa Desafío), fue comprada con aportes de los cuatro clubes fundadores, quienes aportaron la suma de $46,20, por un costo total de $184,80.
Tras las dos primeras consagraciones del C.U.R.C.C. (1900 y 1901), estuvo a un campeonato de quedarse con el primer trofeo, pero la edición de 1902 fue conquistada por Nacional. Justamente Nacional logró el torneo de 1903, pero en 1904 no se disputó y en 1905 no pudo quedarse con el tricampeonato. Años después, River Plate F.C. estuvo a punto de quedarse con la copa, tras ganar las ediciones de 1913 y 1914, pero Nacional obtuvo la copa en 1915.
Finalmente, la primera copa en propiedad fue para Nacional, tras ser campeón en 1915, 1916 y 1917.

### El segundo trofeo
En 1918, el Dr. Juan Blengio Rocca, donó a la Asociación Uruguaya de Fútbol una segunda copa para ser disputada en los siguientes Campeonatos Uruguayos. Se estableció un cambio para poder quedarse con la copa en propiedad, pudiendo obtenerse el privilegio a través de dos vías: a través del tricampeonato y de la obtención del torneo en cinco oportunidades alternadas.
Los torneos de 1919 y 1920 fueron conquistados por Nacional, lo cual lo puso a un paso de la obtención de la segunda copa uruguaya. Pero Peñarol ganó la edición de 1921, con lo que le arrebató tal posibilidad. No obstante, el tricolor se quedaría con el trofeo tras obtener el campeonato a través de las dos vías posibles simultáneamente. Nacional ganó consecutivamente en 1922, 1923 y 1924, además de ganar cinco torneos alternados: 1919, 1920, 1922, 1923 y 1924.

### El tercer trofeo
La tercera copa uruguaya mantuvo las mismas condiciones que su predecesora para su adjudicación.
Finalmente, Peñarol se quedó con el trofeo a través de la obtención de cinco torneos alternados, tras las consagraciones aurinegras en 1928, 1929, 1932, 1935 y 1936.

### Trofeo Aníbal Z. Falco
En el año 1937 Aníbal Z. Falco dona una cuarta copa uruguaya, que es la que se disputa actualmente y lleva su nombre. La novedad, fue que esta copa se instituyó sin que exista derecho de posesión definitiva. La copa simplemente se entrega en custodia a los campeones, anexándole el escudo de dicho club, debiendo ser devuelta para el año siguiente. Según prensa de la época, uno de los principales motivos del cese del viejo sistema, fueron los costos para la confección de nuevos trofeos y la tensión que generaba en los clubes y sus hinchas, la posibilidad de quedarse con el trofeo.
Paralelamente, la Asociación Uruguaya de Fútbol, entrega a cada campeón un trofeo conmemorativo del título obtenido, además de la Copa Falco en custodia hasta el campeonato siguiente. A su vez, el patrocinador del torneo, Coca-Cola, también obsequia un trofeo.
De haberse continuado con las vías para la posesión definitiva del trofeo, la cuarta copa uruguaya la habría conquistado Nacional con el tricampeonato de 1939, 1940 y 1941. La quinta copa también habría sido tricolor, al ganar los cinco torneos alternados en 1942, 1943, 1946, 1947 y 1950. El sexto trofeo sería de Nacional al ganar los torneos de 1955, 1956 y 1957. La séptima copa en disputa se la quedaría definitivamente Peñarol, al conseguir el tricampeonato de 1958, 1959 y 1960. La octava copa sería para Peñarol (1961, 1962, 1964, 1965 y 1967), la novena para Nacional (1969, 1970 y 1971), la décima para Peñarol (1973, 1974 y 1975), la undécima también para el aurinegro (1978, 1979, 1981, 1982 y 1985), la decimosegunda sería mirasol (1993, 1994 y 1995), la decimotercera para Nacional (2000, 2001 y 2002), la decimocuarta también para el tricolor (2005, 2005/06, 2008/09, 2010/11 y 2011/12) y la decimoquinta sería para Peñarol (2012/13, 2015/16, 2017, 2018 y 2021)

## Copa Coca-Cola
Un "premio" separado fue dado por la multinacional Coca-Cola, empresa patrocinadora del torneo, para el eventual campeón del Campeonato Uruguayo en la ceremonia de premiación. Cada Campeón Uruguayo recibe la Copa Coca-Cola del artista creador Gustavo Ferrari. Para la temporada 2016, la multinacional renovó la copa para darle un aspecto más moderno. El trofeo fue confeccionado con materiales reciclados y posee baños en oro y plata. La base de la copa es macizo de bronce, y al final de toda su elaboración recibió un baño de níquel, un baño de oro 24 quilates y la parte de los logos de Coca-Cola, un baño de plata. El trofeo pesa aproximadamente cinco kilos.

## Clubes galardonados con el trofeo
Cada club campeón recibe una réplica oficial por parte de la Asociación Uruguaya de Fútbol, para recordar el logro obtenido. Inicialmente, se le permitió a los clubes quedarse con el trofeo de forma permanente si ganaban tres torneos consecutivos o cinco alternados.
Solamente dos clubes tienen el honor de poseer la copa permanentemente:
- Nacional (dos trofeos). El primero, tras el tricampeonato obtenido entre 1915, 1916 y 1917. El segundo, lo obtuvo por las dos vías posibles, tras ganar tres consecutivos (1922, 1923 y 1924) y cinco alternados (1919, 1920, 1922, 1923 y 1924).
- Peñarol (un trofeo), luego de la obtención de los Campeonatos Uruguayos de 1928, 1929, 1932, 1935 y 1936.

### Campeones del primer trofeo

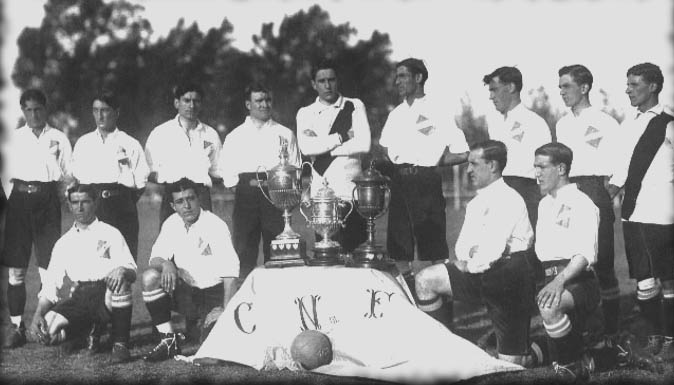
Nacional, tras conseguir el tricampeonato consecutivo de 1915, 1916 y 1917, conserva a perpetuidad el trofeo original.

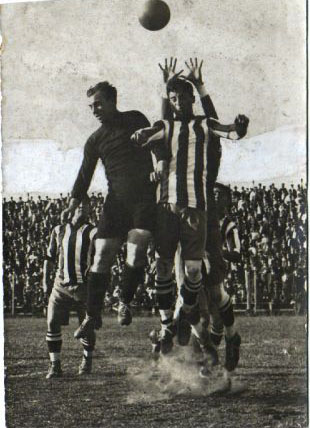
Peñarol posee el tercer trofeo, tras ganar los torneos de 1928, 1929, 1932, 1935 y 1936.